# Herbita siccifolia
Herbita siccifolia là một loài bướm đêm trong họ Geometridae.